# Stella Matute
Stella Matute (n. 19 de enero, en San Rafael, Mendoza) es una actriz y gestora cultural argentina. Incursiona actualmente, después de más de 40 años de transitar escenarios, en el mundo de la Dirección Teatral.
Ha estado nominada a muchos de los más prestigiosos premios que se otorgan a la actividad y se ha alzado con varios de ellos. Ha estudiado Canto, Foniatría, Eutonía, Danzas y Yoga, entre otras especializaciones.

## Premios y nominaciones
- Ganadora del Premio Trinidad Guevara 2015 a la Mejor Labor Protagónica Femenina por su rol como Eleonora Duse en el espectáculo Despedida en París escrita y dirigida por Raúl Brambilla. 
- Nominada a los Premios ACE como Mejor Actriz de Teatro Alterntivo por "Ya nadie recuerda a Frédéric Chopin, de Roberto Cossa, dirigida por Norberto Gonzalo. 
- Nominada como Mejor Actriz de Unipersonal PREMIOS A.C.E. por su rol en "Gertrudis", de Fernando Musante, dirigida por Santiago Doria. 
- Nominada como Mejor Actriz de Teatro Alternativo PREMIOS A.C.E.  por su rol en Fragmentos de un pianista violento (espectáculo ganador de esa distinción en el rubro "Mejor Espectáculo de Teatro Alternativo") - 2013
- Ganadora del Premio Nuevas Miradas en la Televisión. "Mejor Participación Femenina en Miniserie", por Memorias de una muchacha peronista - 2013
- Ganadora del Premio E.T.S. 2007 en Reconocimiento a su Trayectoria Artística y Labor Teatral. Entregado por Erden Theatre Staff.
- Nominada al Premio Estrella de Mar 2006/7 como Mejor Interpretación Unipersonal de Comedia por Babyboom en el Paraíso, de Ana Istarú
- Nominada al Premio Estrella de Mar 2005/6 como Mejor Interpretación Femenina de Reparto por Van Gogh, de Pacho O'Donnell
- Nominada para el Premio Florencio Sánchez 2001, como mejor Actriz de Reparto, por La Delfina de Susana Poujol.
- Nominada para el Premio Trinidad Guevara 2001, como mejor Actriz de Reparto, por La Delfina de Susana Poujol.

## Formación
- Escuela Integral de Teatro La Barraca, dirigida por Rubens Correa. Duración 4 años. Materias: Actuación Educación de la Voz, Mimo, Expresión Corporal, Danza, Acrobacia, Máscaras. Duración: 4 años.
- Seminario para Actores, con Franklin Caicedo. Duración: 3 meses
- Profesorado de Expresión Corporal (1º y 2º año, 3º año inconcluso) Escuela Nacional de Danzas.
- Escuela de Danza Teatro, dirigida por Adriana Barenstein. Duración 3 años. Materias: Danza Teatro, Danza Contemporánea, Mimo, Acrobacia, Contact, Clown.
- Danza para Actores, con Edgardo Millán
- Seminario de Actuación, con Vivi Tellas (4 meses)
- Seminario de Teatro de Imagen. Grupo La Zaranda, Sevilla. Teatro Municipal General San Martín.
- Danza y Coreografía, con Carlos Veiga
- Entrenamiento Actoral para TV, con Alicia Dolinsky (3 meses)
- Seminario de Contact Improvisation, con Alma Falkemberg (varios)
- Seminario Especializado de Clown para Actores, con Raquel Socolowicz (3 meses)
- Seminarios de Foniatría, con Carlos Demartino
- Canto, con Gachi Leibovich.
- Canto, con Silvia Arazi.
- Canto, con Gabriel Yamil.
- Entrenamiento Actoral. Con Verónica Oddó.
- Entrenamiento Actoral. Con Augusto Fernandes.
- Pedagogía Teatral. Seminario en la Casa De Las Américas, España.
- Eutonía. Clases regulares con Frida Kaplan.

## Teatro
-2023/25 - "Ya nadie recuerda a Frédéric Chopin", de Roberto Cossa. Dirigida por Norberto Gonzalo. Personaje: Susy Galán (Protagónico). Teatro La Máscara. 
-2022 - Julia, laberinto de memorias. Escrita y dirigida por Fernando Alegre. Unipersonal. Teatro Payró (estreno). Teatro El Popular.  
- 2019/20 - Gertrudis. De Fernando Musante. Unipersonal. Dirección: Santiago Doria. Teatro La Comedia (estreno). Sala Gregorio Nachman, Mar del Plata, Temporada 2020.  
- 2017/18 - Bájame la lámpara -concierto de palabras. Autor: Francisco Pesqueira. Director: Emiliano Samar. Personaje: Livia (protagónico).  Teatro IFT. 
- 2015 – Despedida en París. De Raúl Brambilla. Personaje: Eleonora Duse (protagónico). Dirección Raúl Brambilla. Teatro La Comedia (estreno). Por este trabajo recibió el Premio Trinidad Guevara 2015 a la Mejor Labor Protagónica Femenina. 
- 2014 – Fragmentos de un pianista violento. De Darío Bonheur. Personaje: Mujer 1 (protagónico). Dirección: Fernando Alegre. Teatro Caras y Caretas. (re-estreno). Espectáculo nominado a tres Premios A.C.E. (Mejor Director, Mejor Actriz -Stella Matute-, Mejor Espectáculo; en la categoría Teatro Alternativo) y Ganador del Premio Mejor Espectáculo de Teatro Alternativo.
- 2013 - Más frágil que el silencio. De Daniel Zaballa. (Obra ganadora del Concurso Teatro x la Justicia 2013) Personaje: Sofía (protagónico). Dirección: Tatiana Santana. Tadrón Teatro, en el marco del Ciclo Teatro x la Justicia; y Temporada en Teatro El Búho.
- 2012 –  Fragmentos de un pianista violento. De Darío Bonheur. Personaje: Mujer 1 (protagónico). Dirección: Fernando Alegre. Teatro Caras y Caretas.
- 2011 – África, un continente. De Patricia Zangaro. Personaje: La mujer (co-protagónico). Dirección: Alejandro Ullúa. Teatro Del Pueblo.
-Reestrenos: - BabyShower. De Ana Istarú (adaptación). En Isidris Multiespacio (San Rafael, Mendoza), Sala Hugo del Carril (UOCRA Cultura) y Festival de Humor de Zapala.  - El libro de almohada. De Pedro Sedlinsky. Personaje: Irma (protagonista). Dirección: Dora Milea. Teatro Espacio Ecléctico.
- 2010 – El libro de almohada. De Pedro Sedlinsky. Personaje: Irma (protagonista). Dirección: Dora Milea. Teatro Espacio Ecléctico.
– 2009 Babyshower. Re-adaptación y reestreno del unipersonal Babyboom en el paraíso, de Ana Istarú. Unipersonal. Personajes: Ariana, Diego, Vecinas, Médico, Amiga, Suegra, Cuñada, Partera, Bebé. Coordinación General: Stella Matute. En Estudio 111.

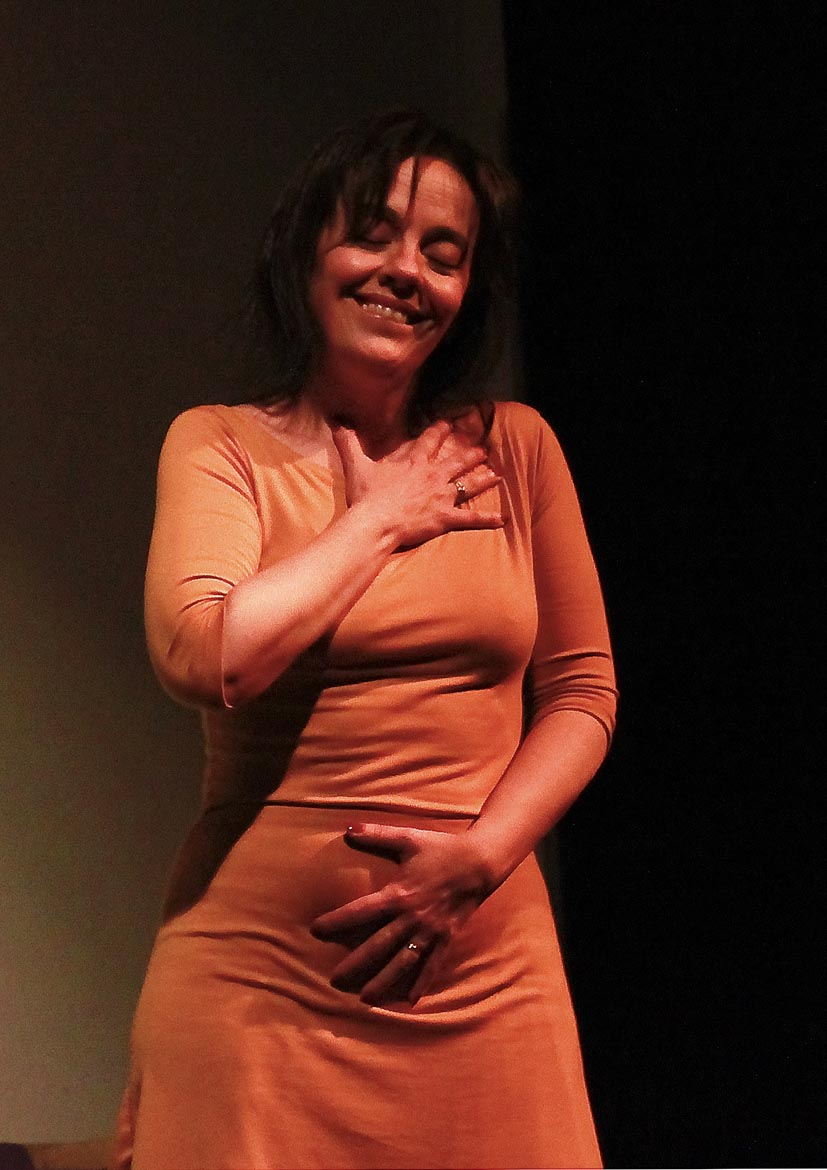
BabyShower - Unipersonal de humor y ternura

- 2008 – Segundo cielo. De María Rosa Pfeiffer. Personaje: Elsa (protagonista). Dirección: Manuel Vicente. Teatro del Pueblo.
- 2007 – Juntando vidrios con las manos. De Sonnia De Monte. Personaje: Ella (protagonista). Dirección: Héctor Oliboni – Ciclo de Teatro Leído “Del Buen Sol al Obelisco” - Sala Olga Berg de la Asociación Argentina de Actores
– Babyboom en el Paraíso. De Ana Istarú. Unipersonal. Personajes: Ariana, Diego, Vecinas, Médico, Amiga, Suegra, Cuñada, Partera, Bebé. Dirección Corporal: Frida Kaplan. Coordinación General: Stella Matute. Teatro Auditórium Mar del Plata – Sala Gregorio Nachman y Sala Jorge Laureti – Temporada Mar del Plata 2007.
Teatro de La Abadía – Ciudad de Santa Fe – Agosto 2007
Teatro La Bancaria - Festival Iberoamericano de Teatro Mar del Plata 2007
Sala La Casa Azul - Santa Clara del Mar - Octubre 2007
- 2006 – La Roca (Papeles de Mujer). Cristina Escofet. Personaje: Estela (co-protagónico). Auditorio Bauen / Manzana de las Luces. Dir.: Cristina Escofet
- Reestreno: Van Gogh. Pacho O´Donell. Personaje: Sien (esposa de Vincent). Temporada Mar del Plata. Teatro Payró. Complejo Auditorium. Dir.: Daniel Marcove.
- 2005 – Van Gogh. De Pacho O´Donnell. Personaje: Sien (esposa de Vincent). Teatro Regina. Dirección: Daniel Marcove.
- Babyboom en el Paraíso. De Ana Istarú. Unipersonal. Personajes: Ariana, Diego, Vecinas, Médico, Amiga, Suegra, Cuñada, Partera, Bebé. Dirección Corporal: Frida Kaplan. Coordinación General: Stella Matute. Teatro La Máscara. Ciclo “Teatro para la Comunidad” subsidiado por la Secretaría de Cultura de la Ciudad de Buenos Aires. Teatro de La Fábula. Funciones previas a la participación en el 7.º. Encuentro Internacional del Teatro San Martín, Fiesta 2005! de Caracas, Venezuela. Teatro San Martín de Caracas, Venezuela en el marco de la Fiesta 2005!
- Contemos en el Colegio. Espectáculo que cuenta la historia y recorre las instalaciones del Colegio Nacional de Buenos Aires. De A. Juliá y S. Matute. Personaje: Ana Lista D´Notas.
- Contemos en el Museo Evita. Espectáculo que cuenta la historia y recorre las instalaciones del Museo Evita. De A. Juliá y S. Matute. Personaje: Ana Lista de B´ictorias.
- Acerca de las Mujeres... De Miro Gavran. Personaje: Olga / Lucía / Mima / Estela / Luisa. (coprotagónico) Teatro del Nudo – Auspiciado por la Embajada de Croacia. Dirección General: Manuel Iedvabni.
2004 – Babyboom en el paraíso. Unipersonal de Ana Istarú. Personaje: Ariana y otros. Centro Cultural Adan Buenosayres – Auspiciado por la Secretaría de Cultura del GCBA. Dirección General: Stella Matute
-Qué supimos conseguir. Ocho obras breves. Personajes: Sor Leonor (Detrás de la Reja); Gertrudis Echagüe (El caballero español); la madre (Permanganato, 1929). Teatro del Pueblo. Dir.: Rubens Correa.
-Contemos en el Museo Evita. A. Juliá y S. Matute. Personaje: Ana Lista de Victorias. Museo Evita.
2003 - ¡De parto! Unipersonal de Ana Istarú. Personaje: Ariana y otros. Teatro Tuñón. Dir.: Georgina Pargagnoli.
- Contemos en el Palacio de las Aguas Corrientes. A. Juliá - S. Matute. Personaje: Ana Lista de Gotta. Palacio de las Aguas. Dir.: Carlos Demartino.
- Contemos en la Casa de Ricardo Rojas (Inventario). A. Juliá - S. Matute. Personaje: Ana Lista de Volú Menes. Museo-Casa de Ricardo Rojas. Coord..: Jorge Gusmán.
2002 - Contemos en el Palacio de las Aguas Corrientes. A. Juliá - S. Matute. Personaje: Ana Lista de Gotta. Palacio de las Aguas. Dir.: Carlos Demartino.
- Ondina. Jean Giraudoux. Personaje: Condesa Berthalda. Teatro Anfitrión. Dir.: Berta Goldenberg
2001 - La Delfina, una pasión. Susana Poujol. Personaje: Ana. Teatro Nacional Cervantes. Dir.: Daniel Marcove. (Trabajo nominado para los Premios Florencio Sánchez y Trinidad Guevara como Mejor Actriz de Reparto)
- Contemos en la Casa de la Cultura. V. Winer, A. Juliá, S. Matute. Personaje: Ana Lista de Cosas. Casa de la Cultura del Gobierno de la Ciudad de Buenos Aires. Dir.: A. Juliá - S. Matute
- Reestreno: La mayor, la menor y el del medio. G. Posse, Laragione, Poujol, Torres Molina, Winer. Personaje: La Mayor (protagónico). C.C. San Martín, Sala Enrique Muiño. Dir.: Daniel Marcove.
2000 - La mayor, la menor y el del medio. G. Posse, Laragione, Poujol, Torres Molina, Winer. Personaje: La Mayor (protagónico). Teatro Anfitrión. Dir.: Daniel Marcove.
- Reestreno: El Cuarto del Recuerdo. Mario Cura. Personaje: Irene - María - Madre (protagónico). Dir.: Rubens Correa. Gira por España - Febrero /Marzo. Madrid, Majadahonda, Palencia, Valladolid, Rivas, Castro. (Total 91 funciones)
- PaterNoster'. Jacobo Langsner. (Semimontado). Personaje: Señora. Teatro Argentores Dir.: Ciro Zorzoli. (Semimontado)
- Contemos en el Cervantes (Inventario). Victor Winer. Personaje: Ana Lista de Cosas. Teatro Nacional Cervantes. Dir.: A. Juliá - S. Matute ( 3.er. Año)
1999 - El Cuarto del Recuerdo. Mario Cura. Personaje: Irene - María - Madre (protagónico). Teatro Babilonia Dir.: Rubens Correa.
- Los Amores de Douglas Feirbaian. Jacobo Langsner. (Semimontado) Personaje: la Mari. Teatro Picadilly Dir.: Daniel Marcove. (Semimontado)
- Contemos en el Cervantes (Inventario). Victor Winer. Personaje: Ana Lista de Cosas. Teatro Nacional Cervantes. Dir.: A. Juliá - S. Matute. (2.º. Año)
- Aquellas Palomitas Blancas. Naum Alves da Souza. Personaje: Melliza, Profesora de inglés, Maestra de Lectura. Museo Fernández Blanco (Ciclo Teatro de Verano Organización Teatral Pte. Alvear). Dir.: Kado Kostzer.
1998 - Contemos en el Cervantes (Inventario). Victor Winer. Personaje: Ana Lista de Cosas. Teatro Nacional Cervantes. Dir.: A. Juliá - S. Matute
- Tenesy. Jorge Leyes. Personaje: Rose-Laura. Teatro Nacional Cervantes. Dir.: Daniel Marcove.
1997 - Los siete locos. Roberto Arlt. Personaje: Loca / Prostituta /. Teatro Nacional Cervantes. Dir.: Rubens Correa y Javier Margulis.
- Alma en pena. Eduardo Rovner. Personaje: Enfermera Mari. Teatro Nacional Cervantes. Dir.: Alejandra Boero.
1995/96 - Tres mañanas. M. Cura. Personaje: Elena Ivanovna (protagónico). Teatro Nacional Cervantes (Ciclo Semimontado). Dir.: Manuel Iedvabni. Temporada95/96. Espectáculo nominado para cinco Premios A.C.E.
1994/95 - Viejos conocidos'. R. Cossa. Personaje: La Colo. Teatro Municipal General San Martín. Dir.: Daniel Marcove.
1994 - El Tiempo y la Habitación. Botho Strauss. Personaje: Dinah. Teatro Nacional Cervantes. Dir.: Manuel Iedvabni.
1993 - La muerte de un viajante. Arthur Miller. Personaje: Srta. Forsyth. Teatro IFT. Dir.: Julio Baccaro
1992 - Doña Ramona. V. Leites. Personaje: Dolores (coprotagónico). Teatro de La Campana. Dir: Rubens Correa/Villanueva Cosse.
1991/92 - Angelito. R. Cossa. Personaje: Dogma. Teatro de La Campana. Dir. Luis Macchi.
1990/91 - Volver a La Habana. O. Dragún. Personaje: Gilda. Teatro de La Campana. Dir. Rubens Correa.
1985/87 - De cómo el Sr. Mockinpott logró liberarse de sus padecimientos. Peter Weiss. Personaje: Esposa - Enfermera - Gobernante. Teatro Payró y giras. Dir. Javier Margulis/Eugenia Levin
1984 - La Mujer Judía. Bertolt Brecht. Teatro I.F.T. Dir. R. Correa.
1983/84 - Inventario. C. Pais, C. Somigliana, R. Cossa, H. Serebrinsky. Teatro Abierto 83. Teatro Margarita Xirgu. Dir. Rubens Correa.
1982/83 - Refugio Literario. Teatro, poesía y danza. Café Tortoni. Dir. Lidia Lerner
1982- La gaviota. Antón Chéjov. Personaje: Nina (protagónico). Teatro Larrañaga. Dir.: Cristina Scaramuzza.

### Dirección Teatral
2014 – Ya no hay tranvías en el desierto de Texas, de Laura Coton. Ciclo de Dramaturgas organizado por el Teatro Nacional Cervantes. Elenco: Hugo Men, Corina Romero y Silvia Trawier. Violinista en vivo: Joaquín Chibán.
2013 – Se espejan, de Raquel Albéniz, Ciclo de Teatro Leído en la Biblioteca Nacional. Elenco: Irina Alonso, Marcela Fernández y María Forni. Música en vivo: Jennie Gubner.
2012 – Homenaje a Hugo Midón – Vivitos y Coleando. Auditorio de Argentores. Elenco: Ana María Cores, Carlos March, Francisco Pesqueira.

## Televisión
- Cambio de hábitos. Televisión digital. TV Pública. Rol protagónico. Corto de ficción documental. Escrito y dirigido por Leonardo Nápoli y Fernando Silva. Producido por PROMYS S.A. 2013.
- Memorias de una muchacha peronista. Televisión digital (INCAA TV). Miniserie ganadora del Concurso del INCAA TV. Dirigida por Alejandro Robino y Omar Quiroga. Su rol protagónico, Carmen, mereció el "Premio Nuevas Miradas en la Televisión 2012" como Mejor Participación Femenina en Miniserie. 2012
- Socias. Pol-Ka Producciones. 2008
- El hombre que volvió de la muerte. Pol-Ka Producciones. 2007
- Mujeres asesinas. Pol-Ka Producciones. 2007
- Amas de casa desesperadas. Pol-Ka Producciones. 2006
- Padre Coraje. Pol-Ka Producciones. 2004
- Ilusiones. Pol-Ka Producciones. 2001
- Primicias. Pol-Ka Producciones. 2000
- Los médicos de hoy. Estevanez Producciones. 2000
- Gasoleros. Pol-Ka Producciones. 1999
- El club de La Flaca. ATC. 1998
- Sin condena. Canal 9. 1995
- La Flaca Escopeta. Canal 9. 1993/4
- El Club de los Baby´s Sitter. Canal 9. 1993
- Flavia, corazón de tiza. Canal 9. 1992
- Juana de América. Espectacular de TV. Canal 11. 1986
- Nosotros el Once. Unitario. Canal 11. 1986

## Cine
- El salto de Christian. Largometraje escrito y dirigido por Eduardo Calcagno. Personaje: Estela, 1997/1998.
- Soy paciente. Largometraje escrito y dirigido por Rodolfo Corral. Personaje: Dra. Sánchez Ortiz, 1985.
- Cortometrajes en Vídeo y en Super 8 para los trabajos finales de la Carrera de Cinematografía de Avellaneda.
- Algo incorrecto. Largometraje escrito y dirigido por Susana Nieri. Personaje: Matilde. 2022

## Radio
2006 – Radioteatro para ver - Dirección: Rubén Stella.
2005 – Integró el equipo de Voces para doblaje y Voice Cover para las películas del Festival de Cine para Adolescentes. Equipo dirigido por Alejandra Aristegui.
1997/8/9 Las Dos Carátulas. Radio Nacional. Dir. Nora Massi
1989 – Doblaje de su propia voz en la película Soy paciente.